# بوب الرقص
بوب الرقص (بالإنجليزية: Dance-pop)‏ هو أسلوب لموسيقى الرقص الإليكترونية ونوع ثانوي من موسيقى البوب الذي تطور من الديسكو، تقريباً في عام 1981، والذي دمج رقصاتها مع موسيقى البوب والإيقاع الحزين.
كما اشتهر بهذا النوع كثير من الفنانين منهم مايكل جاكسون ومادونا وأشهر أغنية هي «بيلي جين» التي أداها مايكل جاكسون سنة 1983 ومن ذلك الحين اشتهر بوب الرقص.